# العلاقات التشيلية الكمبودية
العلاقات التشيلية الكمبودية هي العلاقات الثنائية التي تجمع بين تشيلي وكمبوديا.

## مقارنة بين البلدين
هذه مقارنة عامة ومرجعية للدولتين:
| وجه المقارنة                                              | تشيلي                         | كمبوديا                   |
| --------------------------------------------------------- | ----------------------------- | ------------------------- |
| المساحة (كم2)                                             | 756.10 ألف                    | 181.03 ألف                |
| عدد السكان (نسمة)                                         | 17.37 مليون                   | 16.01 مليون               |
| الكثافة السكانية (ن./كم²)                                 | 22.97                         | 88.44                     |
| العاصمة                                                   | سانتياغو                      | بنوم بنه                  |
| اللغة الرسمية                                             | اللغة الإسبانية               | اللغة الخميرية            |
| العملة                                                    | بيزو تشيلي، وحدة حساب تشيلية ‏ | ريال كمبودي، دولار أمريكي |
| الناتج المحلي الإجمالي (بليون دولار)                      | 277.08 مليار                  | 22.16 مليار               |
| الناتج المحلي الإجمالي (تعادل القوة الشرائية) بليون دولار | 419.39 مليار                  | 54.37 مليار               |
| الناتج المحلي الإجمالي الاسمي للفرد دولار أمريكي          | 13.42 ألف                     | 1.16 ألف                  |
| الناتج المحلي الإجمالي للفرد دولار أمريكي                 | 22.07 ألف                     | 3.26 ألف                  |
| مؤشر التنمية البشرية                                      | 0.832                         | 0.555                     |
| رمز المكالمات الدولي                                      | +56                           | +855                      |
| رمز الإنترنت                                              | .cl                           | .kh                       |
| المنطقة الزمنية                                           | 00، 00، 00، 00                | ت ع م+07:00               |

## منظمات دولية مشتركة
يشترك البلدان في عضوية مجموعة من المنظمات الدولية، منها:
| علم المنظمة | اسم المنظمة                               | تاريخ انضمام تشيلي | تاريخ انضمام كمبوديا |
| ----------- | ----------------------------------------- | ------------------ | -------------------- |
|             | وكالة ضمان الاستثمار متعدد الأطراف        | 12 أبريل 1988      | 1 ديسمبر 1999        |
|             | منظمة الشرطة الجنائية الدولية             | ?                  | ?                    |
|             | منظمة حظر الأسلحة الكيميائية              | ?                  | ?                    |
|             | منظمة التجارة العالمية                    | ?                  | ?                    |
|             | الفريق المعني برصد الأرض                  | ?                  | ?                    |
|             | الأمم المتحدة                             | 24 أكتوبر 1945     | 14 ديسمبر 1955       |
|             | مؤسسة التمويل الدولية                     | 15 أبريل 1957      | 26 مارس 1997         |
|             | يونسكو                                    | 7 يوليو 1953       | 3 يوليو 1951         |
|             | مؤسسة التنمية الدولية                     | 30 ديسمبر 1960     | 22 يوليو 1970        |
|             | البنك الدولي للإنشاء والتعمير             | 31 ديسمبر 1945     | 22 يوليو 1970        |
|             | المركز الدولي لتسوية المنازعات الاستشارية | 24 أكتوبر 1991     | 19 يناير 2005        |
|             | الاتحاد البريدي العالمي                   | ?                  | ?                    |
|             | الاتحاد الدولي للاتصالات                  | 1908               | 10 أبريل 1952        |

## وصلات خارجية
- موقع وزارة الخارجية التشيلية
- موقع وزارة الخارجية الكمبودية